# Ищенко, Иван Степанович
Иван Степанович Ищенко (22 августа 1919, Медвёдовская, Кубанская область — 3 мая 1998, Анапа, Краснодарский край) — советский государственный и партийный деятель.

## Биография
Родился в 1919 году в семье крестьянина станицы Медведовской (ныне — Тимашёвский район Краснодарского края). Член КПСС с 1941 г. Окончил ФЗУ машиностроения (1935) и заочную Высшую партийную школу при ЦК КПСС (1958).
Послужной список (с 1935):
- слесарь на заводе в Краснодаре,
- шкипер Доно-Кубанского речного пароходства,
- 1939—1946 служба в РККА, участник Великой Отечественной войны,
- на партийной работе в Пашковском районе, крайкоме партии, крайисполкоме,
- первый секретарь Абинского горкома КПСС,
- с января 1965 г. первый секретарь Анапского горкома КПСС,
- с 1979 г. первый секретарь Новороссийского горкома КПСС.

После выхода на пенсию некоторое время работал директором пионерлагеря «Полярные зори» Мурманского пароходства.
Награждён орденами Ленина, Октябрьской Революции, тремя орденами Отечественной войны, орденом Красной Звезды, тремя орденами Трудового Красного Знамени, медалями.
Избирался депутатом Верховного Совета РСФСР 7-го созыва.
Умер в Анапе 3 мая 1998 г. после продолжительной болезни.